# Монголски црв смрти
Монголски црв смрти (монг. олгой-хорхой) је назив за створење које наводно живи у пустињи Гоби.
Описује се као црв јарко црвене боје дугачак 2–5 метара. Многи становници Монголије се боје да ће их црв убити. Мисле да црв на људе баца жуту течност која је у ствари отровна киселина. Иако староседеоци пустиње Гоби одавно причају приче о огромном црву, Европске и Америчке државе су за њега чули тек 1926. када је професор Рој Чепмен Ендруз почео истраживати приче о њему.

## Опис
Црв је наводно дугачак између 2 и 5 метара и лепог је мириса. Рој Чепмен Ендруз је написао књигу о њему. У њој пише оно што је монголски премијер рекао за црва: 
Он је облика кобасице дуг око 2 метра. Нема главе ни ногу, али је толико отрован да само додир значи тренутну смрт. Живи у пустим деловима пустиње Гоби.
1932. је Ендруз објавио нову књигу у којој је додао да црв живи у пустим и сушним деловима западне пустиње Гоби. Многи му нису веровали да ова животиња постоји. Чешки криптозоолог Иван Макера је у својој књизи описао црва скроз другачије него што га је описао Рој Чепмен Ендруз. Написао је да је дугачак око пола метра и да је дебео као људска рука.

## Станиште
Црв наводно живи у јужним деловима пустиње Гоби, а Монголи кажу да може убити свој плен на дањину.